# ブラッド・シャーウッド

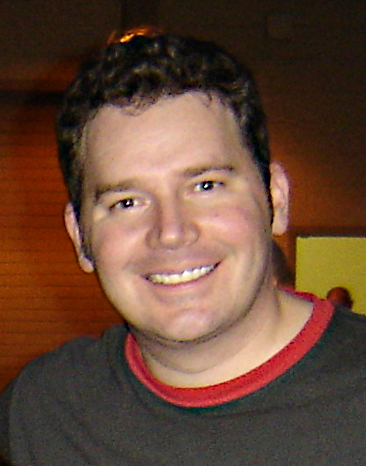
ブラッド・シャーウッド

ブラッドリー・ラモーン・シャーウッド（Bradley Ramone Sherwood、1963年11月24日 - ）は、アメリカ合衆国の俳優。コメディアン。イリノイ州シカゴ生まれ。
ザ・デーティング・ショーのホストを1996年-1997年に務めた。L.A.ロー 七人の弁護士、ドリュー・ケリーDEショー!にゲスト出演をしている。
2007年3月28日にワシントンD.C.で行われたRTCA Dinnerで司会を務めた。その際にカール・ローヴとラップを披露した。